# أندي كوياما
أندي كوياما هو مهندس الصوت كندي، ولد في 18 أبريل 1962 في تورونتو في كندا.

## وصلات خارجية
- أندي كوياما على موقع IMDb (الإنجليزية)
- أندي كوياما على موقع قاعدة بيانات الفيلم (الإنجليزية)